# 가지예보

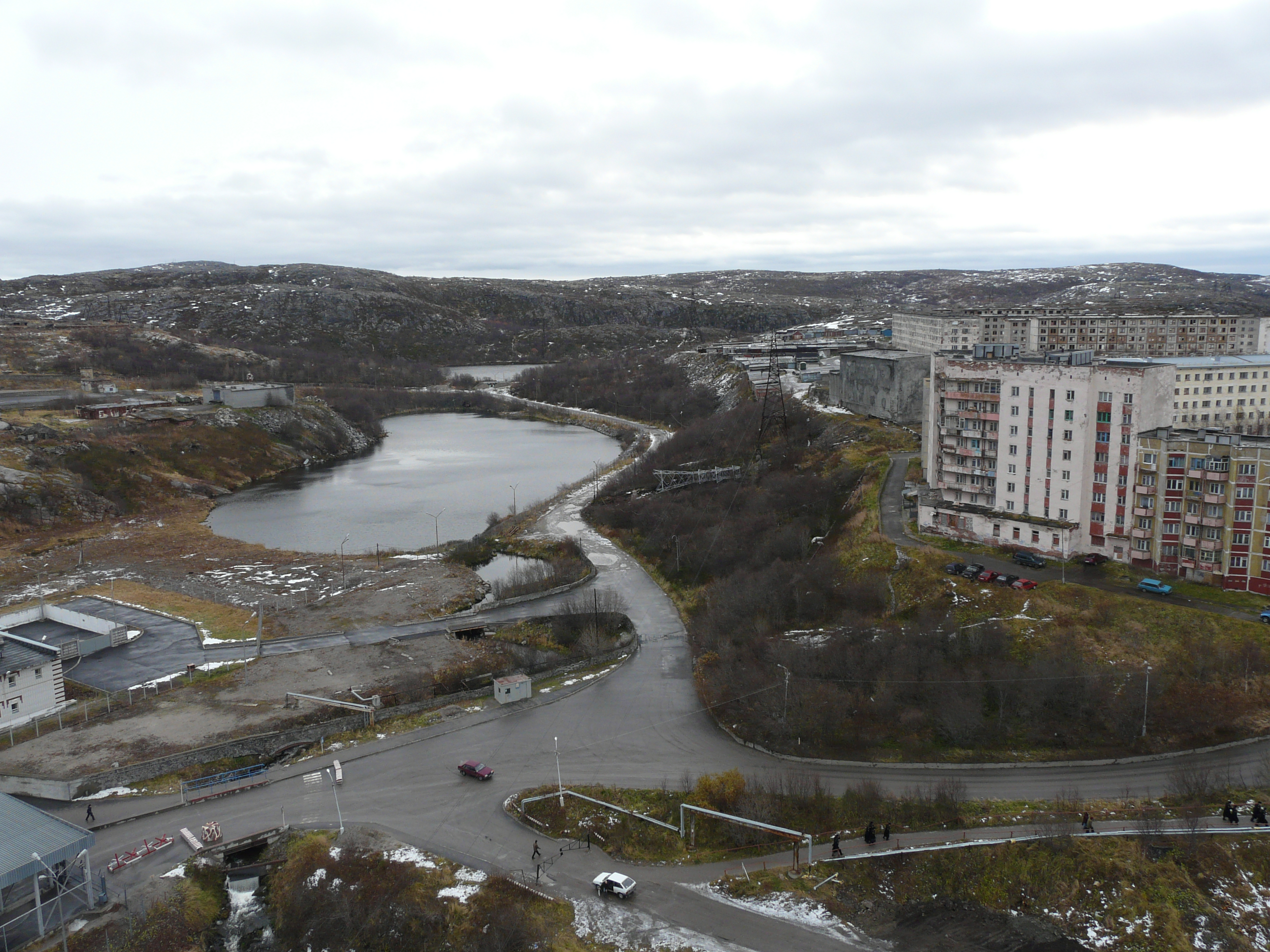

가지예보(러시아어: Гаджиево)는 무르만스크주에 위치한 도시이다.
1957년 5월 15일에 도시로 등록되었다. 1967년까지 야겔나야구바(Ягельная Губа)였다. 1967년 10월 16일에 마고메트 가지예프(Магомет Имадутинович Гаджиев)의 이름을 따서 가지예프로 개칭되었다.